# Animal Diversity Web
Animal Diversity Web (ADW) este o bază de date online care colectează caracteristicile istorie naturală, clasificare, specie, biologia conservării, și informații despre distribuție pentru mii de specii de animale. Site-ul conține mii de fotografii, sute de înregistrări de sunet și un muzeu virtual.

## Prezentare generală
ADW acționează ca o enciclopedie online, fiecare cont de specie afișând informații de bază specifice speciei respective. Site-ul web a utilizat o bază de date locală, relațională, scrisă de personal și colaboratori. Fiecare cont de specie conține  distribuția geografică, habitatul, descrierea fizică, dezvoltarea, ecosistemul, roluri, reproducerea, viața, comunicarea și percepția, comportamentul, alimentația, obiceiuri de pradă, și starea de conservare. Organizarea site-ului consolidează cunoștințele de biologie din trecut prin furnizarea de imagini clare și arătând încrengăturile comune pe pagina de pornire.
Animal Diversity Web are alte resurse decât baza sa de date. 
Site-ul oferă, de asemenea, un muzeu virtual și o aplicație de telefon mobil pentru referință rapidă. 
Muzeul virtual conține în mare parte mamifere și are o colecție mare de cranii care pot fi practic manipulate. Animal Diversity Web este un site non-profit și este scris în mare măsură pentru studenți.
Deși ADW vizează în primul rând publicul din învățământul superior, acesta oferă, de asemenea, resurse pentru instructorii K-12.

## Context
ADW a fost creat de Philip Myers, fost profesor de biologie la Universitatea din Michigan, în 1995. Site-ul conține acum peste 2.150 de relatări despre specii de animale, împreună cu peste 11.500 de imagini și 725 de sunete.  Aceste numere vor continua să crească pe măsură ce dezvoltatorii site-ului intenționează să adauge 250 de specii până la sfârșitul anului 2017.
Împreună cu conturile de specii, ADW are peste 250 de conturi de grupuri taxonomice mai mari.
Cei mai mulți dintre contribuabili la site sunt studenți. ADW a colaborat cu 30 de colegii și universități în cadrul Statelor Unite ale Americii. Studenții de la licență prezintă adesea rapoarte privind speciile ca parte a cerințelor lor de curs. Fiecare cont este cercetat folosind peer reviewed reviste științifice și lucrări de cercetare și este editat atât de profesori cât și de personalul de la ADW. Acest lucru oferă studenților oportunități de a experimenta exemple din lumea reală de scris abilități și biologie încrucișare și, de asemenea, adaugă contribuții eficiente la site-ul. Experții de la Universitatea din Michigan și în altă parte, de asemenea, oferă conținut la niveluri mai ridicate taxonomice. La data de noiembrie 2017, Animal Diversity Web a avut 3.675 de colaboratori.